# László Klinga
László Klinga (Mosonszentpéter, 9 luglio 1947) è un ex lottatore ungherese, specializzato nella lotta greco-romana.

## Biografia
Rappresentò l'Ungheria ai Giochi olimpici di Monaco di Baviera 1972, dove vinse la medaglia di bronzo nel torneo dei pesi gallo, e Montréal 1976.

## Palamarès
- Giochi olimpici

Monaco di Baviera 1972: bronzo nei pesi gallo
- Europei

Losanna 1973: argento nei 57 kg
Leningrado 1976: argento nei 57 kg